# Gyigorai járás

A Gyigorai járás Észak-Oszétiában

A Gyigorai járás (oroszul Дигорский район, oszét nyelven Дыгуры район) Oroszország egyik járása Észak-Oszétia területén. Székhelye Gyigora.

## Népesség
- 1989-ben 19 301 lakosa volt, melyből 17 091 oszét (88,5%), 1 792 orosz (9,3%), 70 kabard, 65 ukrán, 33 grúz, 16 örmény, 4 ingus.
- 2002-ben 20 625 lakosa volt, melyből 18 393 oszét (89,2%), 1 676 orosz (8,1%), 59 ukrán, 50 grúz, 37 örmény, 15 kabard, 4 kumük.
- 2010-ben 19 334 lakosa volt, melyből 17 078 oszét, 1 585 orosz, 231 török, 68 lezg, 43 grúz, 33 azeri, 31 örmény, 23 ukrán, 20 üzbég, 16 tatár, 12 tadzsik, 11 türkmén, 10 kabard stb.